# Luis Varela
Luis Alberto Varela (22 agosto 1941 – 25 giugno 2021) è stato un calciatore uruguaiano, di ruolo difensore.

## Carriera

### Club
Giocò tutta la carriera nel campionato uruguaiano.

### Nazionale
Con la maglia della Nazionale ha trionfato nel Campeonato sudamericano del 1967.

## Palmarès

### Nazionale
- Campeonato Sudamericano de Football: 1

Uruguay 1967